# أيانو كودو
أيانو كودو (باليابانية: 工藤綾乃؛ بالكانا: くどう あやの) هي تارينتو وممثلة يابانية، ولدت في 1996 في ميازاكي في اليابان.

## وصلات خارجية
- الموقع الرسمي
- أيانو كودو على موقع IMDb (الإنجليزية)
- أيانو كودو على موقع قاعدة بيانات الفيلم (الإنجليزية)